# Comuna Scutelnici, Buzău
Scutelnici (în trecut, Meteleu) este o comună în județul Buzău, Muntenia, România, formată din satele Arcanu, Brăgăreasa, Lipănescu și Scutelnici (reședința).

## Așezare
Comuna Scutelnici este situată într-o zonă de câmpie, la distanță de 50 km față de municipiul Buzău, 100 km față de capitala București și 50 km față de orașul Urziceni. Comuna este traversată de șoseaua județeană DJ203I care o leagă de Grindu (Ialomița) și mai departe prin alte drumuri de Urziceni către sud-vest, și de orașul Pogoanele către nord-vest. Din acest drum se ramifică șoseaua județeană DJ203D, care o leagă spre nord de Smeeni și mai departe de Buzău.

## Demografie
Componența etnică a comunei Scutelnici
     Români (88,78%)
     Romi (3,34%)
     Alte etnii (0%)
     Necunoscută (7,88%)
Componența confesională a comunei Scutelnici
     Ortodocși (91,71%)
     Alte religii (0,25%)
     Necunoscută (8,03%)
Conform recensământului efectuat în 2021, populația comunei Scutelnici se ridică la 1.979 de locuitori, în scădere față de recensământul anterior din 2011, când fuseseră înregistrați 2.346 de locuitori. Majoritatea locuitorilor sunt români (88,78%), cu o minoritate de romi (3,34%), iar pentru 7,88% nu se cunoaște apartenența etnică. Din punct de vedere confesional, majoritatea locuitorilor sunt ortodocși (91,71%), iar pentru 8,03% nu se cunoaște apartenența confesională.

## Politică și administrație
Comuna Scutelnici este administrată de un primar și un consiliu local compus din 11 consilieri. Primarul, Constantin Rusen[*], de la Partidul Social Democrat, este în funcție din octombrie 2020. Începând cu alegerile locale din 2024, consiliul local are următoarea componență pe partide politice:
|  | Partid                    | Consilieri | Componența Consiliului | Componența Consiliului | Componența Consiliului | Componența Consiliului | Componența Consiliului | Componența Consiliului | Componența Consiliului | Componența Consiliului | Componența Consiliului | Componența Consiliului |
|  | ------------------------- | ---------- | ---------------------- | ---------------------- | ---------------------- | ---------------------- | ---------------------- | ---------------------- | ---------------------- | ---------------------- | ---------------------- | ---------------------- |
|  | Partidul Social Democrat  | 10         |                        |                        |                        |                        |                        |                        |                        |                        |                        |                        |
|  | Partidul Național Liberal | 1          |                        |                        |                        |                        |                        |                        |                        |                        |                        |                        |

## Istorie
Satul Scutelnici (denumit inițial Meteleu-Scutelnici) a fost primul sat al comunei, fiind înființat pe la 1825, când mănăstirea Căldărușani a adus aici oameni care să muncească pe moșiile acesteia, acordându-le scutiri de taxe (de unde și numele satului).
La sfârșitul secolului al XIX-lea, comuna purta numele de Meteleu, făcea parte din plasa Câmpul a județului Buzău și avea în componență cătunele Arcani, Meteleul Lipănesc și Meteleu-Scutelnici, cu o populație totală de 1250 de locuitori ce trăiau în 263 de case. În comună funcționau o școală cu 127 de elevi (din care 30 de fete) în satul Meteleu-Scutelnici, precum și două biserici (la Meteleu-Scutelnici și Meteleul Lipănesc). În 1925, comuna este atestată cu același nume, în aceeași plasă și cu compoziția actuală: Arcanu, Brăgăreasa, Lipănescu și Meteleu-Scutelnici, având 2285 locuitori.
În 1950, comuna a fost inclusă în raionul Pogoanele al regiunii Buzău și apoi (după 1952) în raionul Buzău al regiunii Ploiești. În 1968, deja purta numele de Scutelnici (ca și satul de reședință) și a fost rearondată județului Buzău, reînființat.